# 大谷吉継
大谷 吉継（おおたに よしつぐ、永禄8年〈1565年〉- 慶長5年9月15日〈1600年10月21日〉）は、戦国時代から安土桃山時代にかけての武将、大名。豊臣秀吉の家臣で、越前敦賀城主。名前については「吉隆」ともされるが、現存する古文書では確認できず、いずれも「吉継」である。通称は紀之介、号は白頭。
業病（詳細は後述）を患って失明し、関ヶ原の戦いでは輿に乗って軍の指揮を執ったが、小早川秀秋らの離反で敗戦すると家臣・湯浅隆貞の介錯で切腹して果てた
。

## 生涯

### 出自
永禄2年（1559年）に近江国（滋賀県）で生まれたとされてきたが、現在は6年後の永禄8年（1565年）を生年とする説が有力となりつつあり、その場合は享年も従来の42歳から36歳と改められることになる。
従来の説では父は大友氏の家臣・大谷盛治とされ、父が病気治療のために豊後国に赴いてそのまま一時期、大友氏の家臣になっていた折に生まれたという説があった。だが、当時の大友家中に平姓大谷氏は存在せず、六角氏の旧臣・大谷吉房とする説が有力である。
『華頂要略』の坊官大谷家系図に吉継の名があること、本願寺坊官・下間頼亮室が妹であることなどから、青蓮院門跡坊官・大谷泰珍の子という説もある。
母が大政所ないし高台院の縁故者であったことは、すでに作者不詳の『校合雑記』に記載があった が、『校合雑記』が引く『兼見卿記』の確認作業により、吉継の母は高台院の取次役であった東殿であることが確定した。
また『関原軍記大成』では東殿が高台院の生母の朝日殿の親族であったとも語られている。天正14年（1586年）4月6日、大坂城へ伺候した豊後国の大友義鎮が国元の家老へ送った書状に孝蔵主とともにあえて東殿と名指しでその存在を伝えており、すなわち秀吉のくつろぐ奥御殿の次ぎの間に東殿が控えており、かなりの政治力を有していたことがうかがえ、豊臣家中で重責を担っていたといえる。
兄弟姉妹が存在し、栗山林斉と祐玄（祐玄坊とも）の2人の甥が記録に見える。

### 秀吉に仕える（織田時代）
天正始め頃に秀吉の小姓となった。天正5年（1577年）10月に秀吉が織田信長から播磨国攻略を命令されて姫路城を本拠地としたとき、脇坂安治や一柳直末、福島正則、加藤清正、仙石秀久らと共に秀吉御馬廻り衆の1人として大谷平馬の名前が見える。天正6年（1578年）5月4日に尼子勝久が上月城において毛利輝元の軍勢に包囲されたとき、秀吉は尼子軍を救援するために出陣したが、このときに吉継も従軍している。
その後の三木城攻めには馬廻として従軍し、10月15日に平井山で開かれた秀吉陣中での宴にも大谷平馬として名を連ねている。このときの禄は150石とも250石であったともいうが定かでない。
天正10年（1582年）4月27日、秀吉は毛利方の清水宗治が立て籠もる備中高松城を攻めた。このときも吉継は秀吉の馬廻りとして従軍している。しかし、ここまでの逸話の中で『武功夜話』が根拠となっている逸話については偽書説があるために信憑性について問題がある。
その2ヵ月後の6月2日に織田信長が本能寺の変で横死した。秀吉は6月13日に信長を殺した明智光秀を討ち、6月27日の清洲会議で織田氏の主導権を獲得して台頭してゆく。

### 秀吉時代の活躍
秀吉と織田家重臣である柴田勝家の対立は決定的となり、吉継はこの時期の秀吉の美濃国侵攻にも馬廻衆として従軍した。そして天正11年（1583年）に賤ヶ岳の戦いが起こった。この時、吉継は長浜城主・柴田勝豊を調略して内応させた。
天正13年（1585年）、紀州征伐においては増田長盛と共に2,000の兵を率いて従軍し、最後まで抵抗を続ける紀州勢の杉本荒法師を槍で一突きにして討ち取った武功が『根来寺焼討太田責細記』に記されている。秀吉が伊勢長島城に移った織田信雄を祝いに赴いた際にも同行している。文書の発給もこの頃から見え、称名寺へ寺領安堵状を「大谷紀之介」の名で発給している。
また7月以前に、キリスト教に改宗していたとされ、宣教師ガスパル・コエリョが秀吉を訪問した時には、安威了佐（あい りょうさ）と共にコエリョへ果物と干柿を持参している。これは1586年（天正14年）にフロイスが当時のインド管区長ヴァリニャーノに宛てて送った報告書 の中でキリシタンであると書かれている「キノスケ殿」が、キノスケ（紀之介）とも呼ばれていた大谷吉継であると村上直次郎、松田毅一 らが同定しているからであるが、ミカエル・シュタイシェン『切支丹大名』や結城了悟「キリシタン大名一覧」には吉継の名は挙がっていない。
同年7月11日、秀吉は近衛前久の猶子となって従一位・関白に叙任したが、このとき諸大夫12名を置き、吉継は従五位下刑部少輔に叙任される。これにより「大谷刑部」と呼ばれるようになる。この頃から、本来違い鷹の羽であった家紋を対い蝶に変更したという。9月には秀吉の有馬温泉湯治に石田三成ら他の近臣と共に同行している（『宇野主水日記』）。
天正14年（1586年）の九州征伐では、兵站奉行・石田三成の下、功績を立てた。同年、三成が堺奉行に任じられると、その配下として実務を担当した。毛利輝元の著した『輝元上洛日記』には天正16年（1588年）に輝元が上洛した際、世話になったり挨拶周りをした豊臣家や諸大名の名とそれぞれへの献上品が細かく記されており、下巻に大谷の名も見える。この時点で奉行格に列していたことが分かる。
天正17年（1589年）に越前国敦賀郡2万余石を与えられ、敦賀城主となる。吉継は蜂屋頼隆の築いた敦賀城（現在の敦賀市結城町、三島町）を改修したと伝わるが、吉継の前に豊臣秀勝が城主になっており、天守は秀勝時代に完成していた説もある。笙ノ川・児屋ノ川の二川を境界として町立てを行い、町割を川西・川中・川東の三町に改めた。
天正18年（1590年）の小田原征伐にも従軍し、続いて奥州仕置にも従軍し出羽国の検地を担当した。この時、蠣崎慶広と面会し、独立の承認と豊臣政権への臣従について助力を依頼されている。検地においては、配下の代官が抵抗する農民を斬ったことが発端となり一揆が発生したが、上杉景勝の支援を要請し鎮圧した。帰還後、南条郡・丹生郡・今立郡の村々六三か村、2万6,944石を加増され、このころにいわゆる「敦賀5万石」を領することとなる。
文禄元年（1592年）から始まる秀吉の朝鮮出兵（文禄・慶長の役）では船奉行・軍監として船舶の調達、物資輸送の手配などを務めてその手腕を発揮し、勲功を立てている。同年6月には秀吉の命令で奉行衆の一人として長谷川秀一・前野長康・木村重茲・加藤光泰・石田三成・増田長盛らと共に渡海し、特に大谷・石田・増田の三人は秀吉の指令を受けて朝鮮諸将の指導にあたると共に現地報告を取り纏めた。明との和平交渉でも、明使（謝用梓・徐一貫）を伴って石田・増田と共に一時帰国し、文禄2年（1593年）5月23日に名護屋城で秀吉と明使との面会を果たした。その後、再度朝鮮へ渡海したが、6月に晋州城攻防戦で晋州城を攻略すると戦局は和平交渉により停滞し、閏9月上旬には帰国した。最終的に決裂した和平では、明国の秀吉冊封に際し、吉継は石田三成、小西行長、宇喜多秀家、増田長盛とともに大都督の官位を受けることになっていた。
文禄2年の朝鮮からの帰還に際し、9月吉日付けでに大宰府天満宮に一対の鶴亀文懸鏡を奉納しており、この鏡は現存している。一つの銘には吉継の名が、もう一方の銘には「東・小石・徳・小屋」という4人の女性名が列挙されている。この東は吉継の母親の東殿であり、小石・徳・小屋については諸説あるが、吉継の家族であろうと考えられる。小石・徳・小屋は吉継の妹と考えられる。
文禄3年（1594年）には草津に湯治に赴いており、直江兼続に宛てて「眼相煩い候間、慮外ながら印判にて申し上げ候」との書状を送っている。慶長2年（1597年）9月24日、秀吉は徳川家康・富田知信・織田有楽斎らを伴い、伏見の大谷邸に訪問した。吉継は豪勢な饗宴で出迎えた。慶長3年（1598年）6月16日の豊臣秀頼の中納言叙任の祝いには病をおして参列し、秀吉から菓子を賜った。慶長4年（1599年）には神龍院梵舜と女能を見物しており、病状の好転がうかがえる。

### 関ヶ原
慶長4年（1599年）、家康と前田利家の仲が険悪となり徳川邸襲撃の風聞が立った際には、福島正則ら豊臣氏の武断派諸将らと共に徳川邸に参じ家康を警護している。その後、前田利長らによる「家康暗殺計画」の噂による混乱の際は、家康の命令で失脚していた石田三成の内衆と共に越前表に出兵している。
この年の4月、大坂城西の丸に入った徳川家康の意向により、吉継は五奉行の補佐的立場に就く。これは石田三成・浅野長政の失脚によって五奉行が実質3名になってしまったことに対する補充的な意味合いもあった。同年9月に発生した宇喜多騒動において吉継は対立した宇喜多秀家と重臣達の仲裁にあたっている。ところが、この騒動は家康が介入する形で解決されてしまう。五奉行及び吉継に解決を任せた筈の家康が最終的に介入したことで、吉継らが家康に対する不信感を持ったと考えられ、関ヶ原の戦い以前に吉継と家康の対立が存在していたとする研究者もいる。
慶長5年（1600年）、家康は会津の上杉景勝に謀反の嫌疑があると主張して上方の兵を率い上杉討伐軍を起こした。家康とも懇意であった吉継は、所領地である敦賀・自らが代官を務める蔵入地から兵を募り、3,000の兵を率いて討伐軍に参加するべく領国を立ち、途中で石田三成の居城である佐和山城へと立ち寄る。吉継は三成と家康を仲直りさせるために三成の嫡男・石田重家を自らの軍中に従軍させようとしたが、そこで親友の三成から家康に対しての挙兵を持ちかけられる。これに対して吉継は、3度にわたって「無謀であり、三成に勝機なし」と説得するが、三成の固い決意を知り熱意にうたれると、敗戦を予測しながらも息子達と共に三成の下に馳せ参じ西軍に与した。ただし、前述のように、宇喜多騒動の収拾を巡って吉継と家康は対立を深めており、西軍参戦は吉継自身の意向によるとする見方もある。8月5日付の三成の書状「備えの人数書」によると、この後北国口の兵3万100の大将とされた。また大坂にいた真田昌幸の正室を預かるなど、西軍の一員としての行動を開始する。大谷氏は一族挙げて西軍につき、吉継の母・東殿は高台院の代理として宇喜多秀家が行った出陣式に出席している。

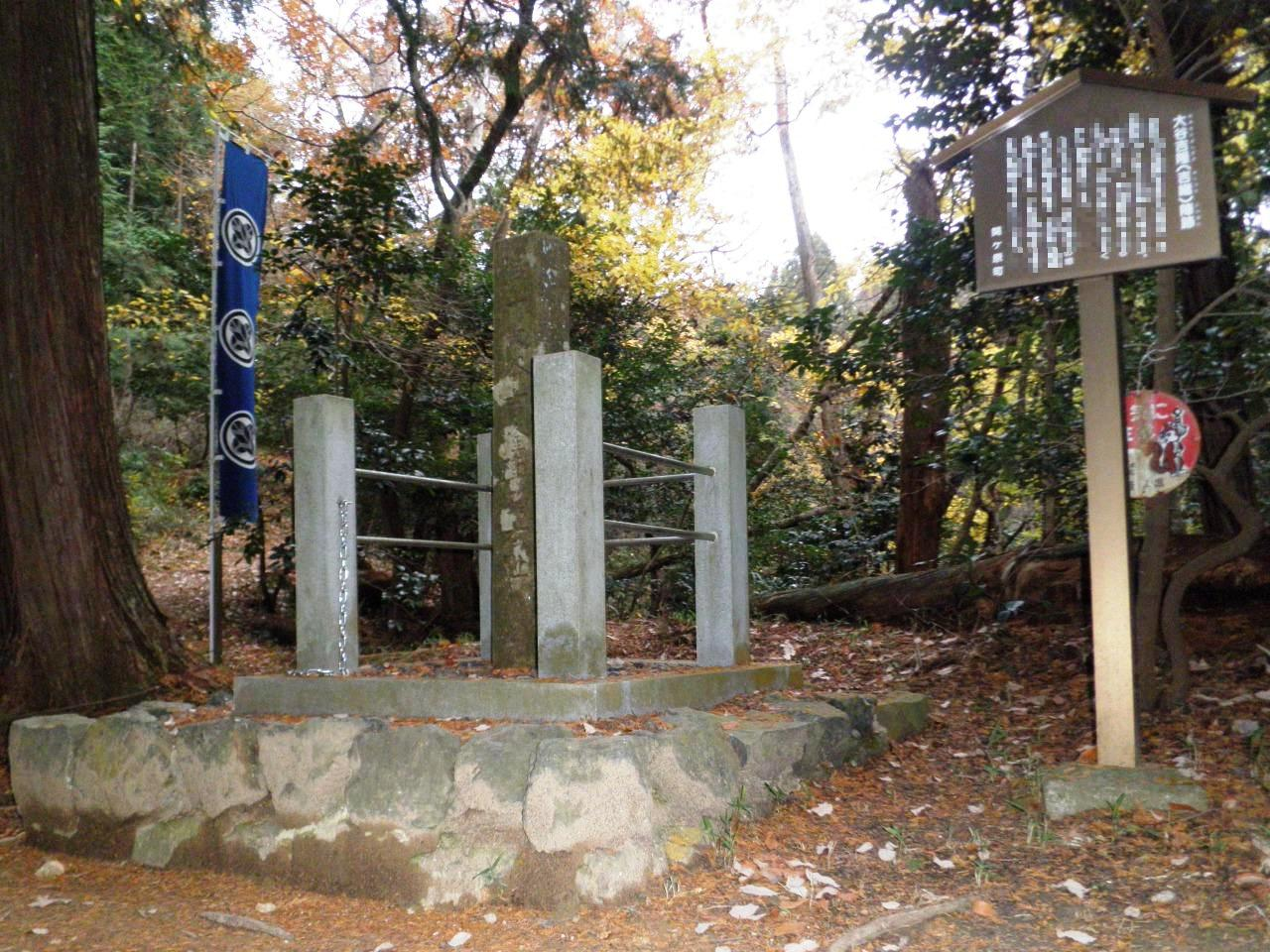
関ヶ原の戦いの大谷吉継陣跡

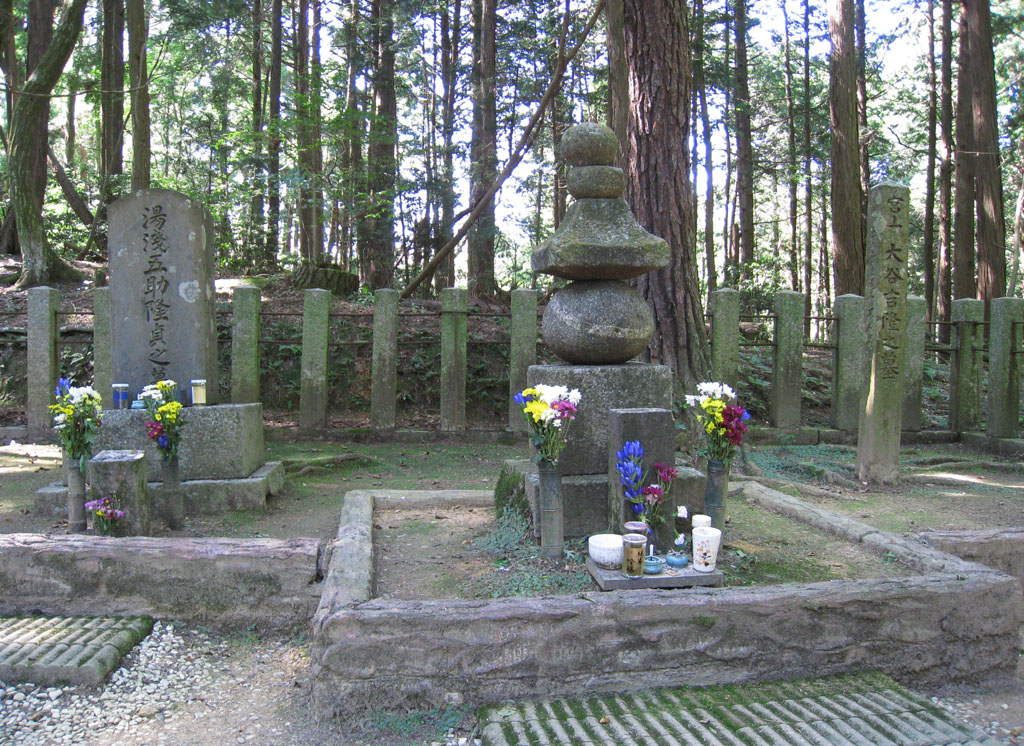
関ヶ原にある吉継の墓（左隣は湯浅五助の墓）

こうして西軍首脳の1人となった吉継は敦賀城へ一旦帰還し、東軍の前田利長を牽制するため越前国・加賀国における諸大名の調略を行った。その結果、丹羽長重や山口宗永、上田重安らの諸大名を味方として取り込むことに成功した。さらに吉継は偽情報を流して利長を動揺させ、8月に前田軍と戦った（浅井畷の戦い。）。
9月、吉継は三成の要請を受けて脇坂安治・朽木元綱・小川祐忠・戸田勝成・赤座直保らの諸将を率いて美濃国に進出する。そして9月15日（10月21日）、東西両軍による関ヶ原の戦いに至った。この時、吉継は関ヶ原の西南にある山中村の藤川台に大谷一族や戸田勝成・平塚為広の諸隊、合わせて5,700人で布陣する。陣中にはこの他、織田信長の子・織田信吉と長次の兄弟、蜂須賀家政の重臣・高木法斎らが加わっていた。吉継は病の影響で後方にあって軍を指揮し、午前中は東軍の藤堂高虎・京極高知両隊を相手に奮戦した。
正午頃、松尾山に布陣していた小早川秀秋隊1万5,000人が東軍に寝返り大谷隊を攻撃するが、初めから小早川隊の謀叛に備えていた直属の兵600で迎撃し、更に前線から引き返した戸田勝成・平塚為広と合力し、兵力で圧倒する小早川隊を一時は500メートル押し戻し2、3回と繰り返し山へ追い返したという。その激戦ぶりは東軍から小早川の「監視役」として派遣されていた奥平貞治が重傷を負った（後に死亡）ことからもうかがえる。
しかし吉継が追撃を仕掛けたところへ、秀秋の裏切りに備えて配置していた脇坂・朽木・小川・赤座の4隊4200人が東軍に寝返り突如反転、大谷隊に横槍を仕掛けた。これにより大谷隊は前から東軍、側面から脇坂らの内応諸隊、背後から小早川隊の包囲・猛攻を受け防御の限界を超えて壊滅、吉継は自害した。享年42もしくは36。吉継率いる大谷軍の敗北は戦場の趨勢を一変させ、西軍の諸隊に動揺を与え、西軍潰走の端緒となった。西軍の諸将の多くが戦場を離脱したにもかかわらず自害をしたのは、高台院の甥である秀秋に討たれることで、高台院への恩義に報いようとした結果の討死にではないかといわれている。
自害した吉継の首は側近である湯浅五助の手により関ヶ原に埋められ（『常山紀談』）、東軍側に発見されることはなかった。異説では切腹した吉継の首を家臣・三浦喜太夫が袋に包んで吉継の甥の従軍僧・祐玄に持たせて戦場から落とし、祐玄が米原の地に埋めたとも言われる。現地には首塚も建てられている。吉継の自害後、喜太夫は追腹を切り、五助は藤堂隊に駆け行って討ち死にした。居城敦賀城は家臣・蜂谷将監が東軍に引き渡しを行った。また、関ヶ原の戦い直後に勅勘が許されて京都に帰還を許された山科言経と冷泉為満に与える屋敷地が公家町の中に用意できなかった徳川家康は没収していた原勝胤と吉継の母の屋敷地（公家町の北隣にあった）を両者に宛がっていることが知られる。
辞世は「契りとも 六の巷に まてしばし おくれ先立つ 事はありとも」で、これは戦闘中に訣別の挨拶として送られてきた平塚為広の辞世「名のために（君がため） 棄つる命は 惜しからじ 終にとまらぬ浮世と思へば」への返句となっている。
墓所は、居城のあった福井県敦賀町永賞寺に九輪の石塔、岐阜県関ケ原町にも湯浅隆貞の墓と隣接して石塔が設けられ、少なくとも2ヵ所に供養塔があり、また前述のように祐玄が首を持ちかえったとされる伝承に基づく首塚が滋賀県米原市下多良に残っている。

## 人物

### 業病
吉継は業病を患っており、容貌が変質したと伝えられる。業病とは当時の仏教観で先生（前世）の罪業に因する病として忌み嫌われていた病気という意味で、非常に治りにくい病気・あるいは不治の病の総称として使われたが、特に相貌に著しい病変を起こすハンセン病は近代になるまで業病の一種として忌み嫌われていた。吉継がハンセン病であったと断定されているわけではないが、1587年に大坂を騒がせた辻斬（千人斬り）事件では大谷吉継を犯人として疑う風説が流れており（この事件は宇喜多次郎九郎らが犯人として捕らえられている）、これに関連して『本願寺日記』（『宇野主水日記』）では、吉継が癩病（らいびょう、ハンセン病のこと）の患者で人体のある部分を（食するために）必要としたのだとする説を載せている。その他の病名として組織壊死まで至った末期梅毒説もある。
崩れた顔を隠すための白頭巾を纏った姿で描かれることも多いが、江戸中期頃までの逸話集にはこの描写は存在しない。『関ケ原合戦誌記』『関ケ原軍記大成』などの軍記がこのイメージを広めたようである。ただし、目を病んでいたのは確かなようで、病が重篤化したと推定される文禄3年10月朔日付けの直江兼続宛書状の追伸で、目の病のため花押ではなく印判を用いたことへの断りを述べている。

### 吉継の敦賀統治
吉継の敦賀入封は日本海交易の要港、北国の物資の集散地であった敦賀港を秀吉直系の家臣に掌握させることにあり、敦賀城改築の用材は秋田実季らが軍役として賦課されている。敦賀の地は吉継支配の下、北国から畿内への輸送の拠点、出兵時の物資の調達拠点として機能した。吉継は蜂屋頼隆時代から廻船屋を営む敦賀の川船座の頭分道川氏の一族・川舟兵衛三郎に間口19間、奥行10間の地子、諸役、舟三艘の役免除の特権を与えて支配体制に取り込み（天正20年2月、「道川文書」）流通を掌握した。
文禄3年（1594年）に伏見城（指月山伏見城）が築城された際の用材「太閤板」は、道川氏一族の道川兵二郎の船で秋田から敦賀経由で伏見へと送られ、同じく道川一族の越後屋兵太郎は吉継に船を提供している。この他、高嶋屋伝右衛門らの高嶋屋一族も特権を認められて吉継に協力し、慶長元年（1596年）に木幡山伏見城が築かれた際には高嶋屋久次が太閤板14間半、慶長2年（1597年）には高嶋屋良左衛門が50間を運んでいる。伏見城下においては現在の桃山町日向より北東に屋敷を構えた。
この他、慶長2年（1597年）2月に鍛冶屋の刀禰家へ地子本銭790貫文を永代免許したという記録が残り、地場産業の育成を図ったことが見て取れる。
水軍も編成され、後の関ヶ原の戦いで前田利長が小松城を攻撃した際には、「大谷水軍が金沢を攻撃する」との噂を流させ撤退に追い込んでいる。
西福寺に対し発給した禁制など、文書も相当数が現在に伝わっている。寺社への寄進も積極的に行い、秀吉の命を受けて常宮神社を再興、氣比神宮に朝鮮から持ち帰った戦利品の鐘を奉納した他、八幡神社に本殿の欄間飾りや鳥居、灯篭などを寄進している。
「蓋し、吉隆、平日家臣に対して慈心深く、義をもつて之を奨励せし故、皆命を致して、其の恩に報ぜりと云う」「北国を経略し、士卒を訓練すること臂の指を使うがごとし」と言われ、家中の統制も行き届いていた。

### 逸話
- 吉継が生まれる前、両親が子供が出来ないことに嘆き悲しんでおり、父の吉房が八幡神社へ参詣すると「神社の松の実を食べよ」という夢を見たという。そこで神社の松の前に落ちていた松の実を食べると吉継が生まれてきたという伝説があり、その幼名も慶松（桂松）という[43]。
- 相州正宗の作、敦賀正宗を召料としていたという。
- 『絵本英雄美談』により、敦賀城主として剣豪・伊東一刀斎に一刀流の剣術を学んだという。一方で、婿である真田信繁も入門したとされる[44]。
- 吉継は石田三成のように最初から徳川家康を敵視しておらず、むしろ親しかったという。
  - 天正17年（1590年）、小田原征伐に赴く秀吉が駿府城に立ち寄ろうとしたとき、三成が「駿河大納言（家康）殿は北条左京（氏直）と縁戚であり、謀略があるやも知れず、入城を見合わせては」と述べた。しかし浅野長政と吉継は「大納言殿はそのようなことをされる方ではない」と反論して秀吉に入城を勧めたという[45][46]。
  - 慶長5年（1600年）諸大名の反対を押し切って会津征伐を決断した家康を「まさに天下の主ともなる人だけのことはある」と高く評価している（『改訂後三河風土記』）[47]。
  - 会津征伐に赴く際、近江佐和山城に立ち寄って石田三成から家康に対して挙兵に及ぶので共にしてほしいと誘われたときも、家康と三成の石高・兵力・物量の差から軍事経験の差、器量の差などを評して到底家康に勝てるわけがないと諌めている[48]。
- 石田三成との間には深い友情が存在したとされ、友情意識に疎い戦国時代においては両者の親密な関係は美事と思われ、衆道関係であったとする記録も存在している[49]。その理由として両名が同世代であり、出身も同じ近江国[注釈 16]だったためという。また秀吉は三成・吉継を「計数の才」に長けた奉行として重用しており、一緒に行動する機会が多かった[注釈 17]ことから友情を培ったのではないかといわれている[50]。
  - 天正15年（1587年）6月、九州征伐を終え、筑前国筥崎に到着した秀吉の機嫌を損ねてしまった吉継は、筥崎にほど近い香椎村で蟄居していた。このとき秀吉主催の茶会があり、三成がひそかに神屋宗湛へ茶器を吉継に披露するように頼んだ。吉継はひそかに船で香椎より姪浜に渡り、興徳寺に宿を借りて茶器を鑑賞したという（『宗湛日記』）。
  - 天正15年（1587年）、大坂城で開かれた茶会において、招かれた豊臣諸将は茶碗に入った茶を1口ずつ飲んで次の者へ回していった。この時、吉継が口をつけた茶碗は誰もが嫌い、後の者達は病気の感染を恐れて飲むふりをするだけであったが、三成だけ普段と変わりなくその茶を飲み、気軽に話しかけてきた[注釈 18]。その事に感激した吉継は、関ヶ原において共に決起する決意をしたとされる[注釈 19]。
  - 関ヶ原の挙兵の直前、三成の横柄さを憂慮した吉継は、「お主（三成）が檄を飛ばしても、普段の横柄ぶりから、豊臣家安泰を願うものすら内府（徳川家康）の下に走らせる。ここは安芸中納言（毛利輝元）か備前宰相（宇喜多秀家）を上に立てお主は影に徹せよ」と諫言したという[52][注釈 20]。本人を前にして「お前は横柄だから」と率直に言って諫言していることから、吉継と三成はお互いに言い合える仲であったことがわかる[53]。他にも「（三成は）智慮才覚の段に於いては天下に並ぶ者無しであるが、勇気は不足していて決断力に欠ける」と忠告している[54]。
- 自害する際、小早川秀秋の陣に向かって「人面獣心なり。三年の間に必ずや祟りをなさん（三年の間に必ずや祟ってやる）。」と言って切腹したが、この祟りによって秀秋は関ヶ原の戦いの2年後に狂乱して死亡に至ったという噂がある[55]。
- 真田信繁の正室・竹林院は吉継の娘とされているが、妹や姪とする説もある。

## 子孫
- 子の大谷吉治は関ヶ原の戦い後に浪人となり、慶長19年（1614年）の大坂冬の陣では義兄弟に当たる真田信繁らとともに大坂城へ入城し、慶長20年（1615年）の大坂夏の陣で福井藩主・松平忠直の軍勢と戦い、討死した。その子孫は帰農したが、後に直系は絶え、杉山家より養子を迎えて存続している。
- 大坂の陣よりのち、その子孫を称する泰重の子の大谷重政は越前松平家に仕官し、その子孫は福井藩家老の家格に列した。老中・土井利勝らはこのことを知ると、「家康公が知ったら喜んだだろう」と言ったという。
- 娘（妹、姪を養女としたという説もある）は真田信繁の室であるというが、学説として信頼できる史料は無い。関ヶ原の戦い後は信繁の配流に従い九度山に移り大坂の陣で信繁が死去すると、石川貞清の嫡男・石川重正に嫁いだ娘・おかね夫婦の援助を受け京都で余生を送った。慶安2年（1649年）に死去。信繁の子のうち幸昌、守信、阿梅、あくり、阿昌蒲、おかねが子とされている。なお、吉継の娘の名前は史料では確認されておらず、死後の法名・竹林院という号しか解っていない。
- どの子の系統かは不明であるが、会津戦争に際して会津藩に組織された白虎隊士中2番隊の隊員で飯盛山で自刃したとされる19名に含まれている津田捨蔵は吉継の子孫と言われる。津田家には吉継の甲冑が伝来し、逸話を父から聞かされた捨蔵は鎧を着用すると三度宙に躍り上がり敵の首を斬る動作をしたという。

## 主な家臣
- 湯浅隆貞（五助） - 近習。関ヶ原の折最後まで本陣に残った四人の家臣の一人。
- 湯浅十郎左衛門 - 隆貞の子。後高力家に仕官した。
- 三浦喜太夫 - 隆貞の従者。吉継の首を地中に埋めて隠した。
- 諸角余市 - 近習。関ヶ原の折最後まで本陣に残った四人の家臣の一人。
- 土屋守四郎 - 近習。関ヶ原の折最後まで本陣に残った四人の家臣の一人。
- 笠井慶秀 - 武田旧臣・笠井満秀の子。関ヶ原後、笠井に日頃目をかけていた井伊直政に召し出され仕官した。
- 三位融盛
- 岩田五助
- 島信勝 -島清興の息子、軍奉行。名は清正とも。関ヶ原の戦いで藤堂隊と戦い討死。
- 蜂屋将監 - 敦賀城留守居役。関ヶ原敗戦後、東軍に城を引き渡した。後福島正則に仕えた。
- 蜂屋右京進 - 文禄5年（1596年）、秋田実季に対し「御橋板」受取状を発した。
- 高橋二郎兵衛 - 同上。
- 蜂屋市兵衛 - 老臣と目される。
- 下河原惣左衛門 - 老臣と目される。
- 佐久間与左衛門
- 岩間伝五郎
- 橋元久八
- 岡部小衛門
- 富永主膳
- 中田六兵衛
- 引塩伝右衛門 - 文禄3年（1594年）5月明の講和使節沈惟敬が来日した際「唐便萬事用所等承り、相調可申添奉行」を務めた。
- 小岩内膳 - 同上。
- 大滝源右衛門
- 本多政重

## 関連作品
公認キャラクター
- 敦賀城主だった大谷吉継にちなんだ「よっしー」を、敦賀市は公認キャラクターとしている。もともとは2006年に敦賀市立博物館で開かれた企画展のイメージキャラクターだったが、二年後に市の公認キャラクターに昇格し、2011年7月には着ぐるみも披露された[56][57]。

書籍
- 外岡慎一郎「大谷吉継と敦賀」（『敦賀論叢』15号、2000年）
- 外岡慎一郎「大谷吉継と関ヶ原」（『歴史読本』49巻11号、2004年）
- 外岡慎一郎「大谷吉継年譜と若干の考察 付・関係文書目録(稿)」（『敦賀市立博物館研究紀要』30号、2016年）
- 外岡慎一郎「二日酔いの大谷吉継」（『日本歴史』820号、2016年）
- 歴史読本編集部『炎の仁将 大谷吉継のすべて』（中経出版、2012年）
- 藤本正行「関ヶ原合戦の松尾山城と大谷吉継の陣営」（『中世城郭研究』29号、2015年）
- 井上泰至『関ケ原はいかに語られたか』（勉誠出版、2017年）

小説
- 南原幹雄『名将 大谷刑部』（角川書店、1996年）
- 野村敏雄『仁将—小説大谷吉継』（PHP研究所、1996年）
- 菅靖匡『小説大谷吉継』（学研Ｍ文庫、2006年）
- 山元泰生『大谷吉継』（学陽書房人物文庫、2009年）
- 富樫倫太郎『白頭の人』（潮出版社、2015年）

テレビアニメ
- 『戦国無双』（2015年、コーエーテクモゲームス、声：日野聡）

ゲーム
- 『戦国無双シリーズ』（4）（2014年、コーエーテクモゲームス、声：日野聡）

テレビドラマ
- 『関ヶ原』（1981年、TBS、演：高橋幸治）
- 『葵 徳川三代』（2000年、NHK、演：細川俊之）
- 『天地人』（2009年、NHK、演：津田寛治）
- 『軍師官兵衛』（2014年、NHK、演：村上新悟）
- 『真田丸』（2016年、NHK、演：片岡愛之助）
- 『どうする家康』（2023年、NHK、演：忍成修吾）
- 『家康と三成のスマホ』（2023年、NHK、演：落合モトキ）

楽曲
- さくらゆき『対い蝶』（作詞：遠野ゆき、作曲：望月俊）
- さくらゆき『夢陽炎』石田三成・大谷吉継イメージ曲（作詞：遠野ゆき、作曲：あきつ）